# باشگاه فوتبال فوجا
باشگاه فوتبال فوجا (ایتالیایی: Foggia Calcio) یک باشگاه فوتبال ایتالیایی است که در فوجا، در منطقه پولیا پایه‌گذاری شده‌است. این باشگاه در حال حاضر در لیگ سری بی بازی می‌کند. سال ۱۹۹۵ آخرین سالی بودن که این باشگاه در سری آ بازی کرد.
شهرت جهانی این تیم به سال ۱۹۹۰ بازمی‌گردد؛ که زمانی که زدنیک زمان سرمربی این تیم با بازی تهاجمی و داشتن بازیکنانی چون جوزپه سینیوری، فرانچسکو بایانو، روبرتو رامباودی و دن پترسکو در آستانه راهیابی به جام یوفا بود.
با این حال این باشگاه دو بار در سال‌های ۲۰۰۴ و ۲۰۱۲ ورشکسته شد.